# John Perumattam
John Perumattam MSTA (* 3. November 1921 in Kakkoor; † 18. Juni 2011 in Ujjain) war ein indischer Geistlicher. Er war syro-malabarischer Bischof von Ujjain.

## Leben
John Perumattam wurde als Sohn einer syro-malabarisch Familie in Kakkoor geboren. Sein jüngerer Bruder wurde ebenfalls Priester, von seinen drei Schwestern wurde eine Nonne. Nach Beendigung der Schule 1942 besuchte er ab Juni das St. Thomas minor seminary in Chaganachery. Am 11. März 1951 empfing er die Priesterweihe durch Bischof Sebastian Vayalil. Nach sechsmonatiger Tätigkeit in Kerala wurde er nach Rom geschickt, um dort zu studieren. Dort erhielt er einen Doktortitel in Kirchen- und Zivilrecht an der Päpstlichen Lateranuniversität und kehrte 1956 nach Kerala zurück. Perumattam wurde nun im Bistum Palai tätig, unter anderem wurde er 1968 Rektor des Good Shepherd Minor Seminary. Nach zwölfjähriger Tätigkeit im Bundesstaat Kerala ging Perumattam 1968 in die Distrikte Ujjain, Shajapur und Rajgarh, um dort missionarisch tätig zu werden. Als im selben Jahr die Ordensgemeinschaft Missionary Society of St. Thomas the Apostle (MST) gegründet wurde, wurde Perumattam ihr erster Generaldirektor.
Papst Paul VI. ernannte ihn am 29. Juli 1968 zum Apostolischen Exarchen von Ujjain. Mit der Erhebung des Exarchates zum Bistum am 26. Februar 1977 wurde er erster Bischof von Ujjain. Der Bischof von Palai, Sebastian Vayalil, spendete ihm am 15. Mai desselben Jahres die Bischofsweihe; Mitkonsekratoren waren Eugene Louis D’Souza MSFS, Erzbischof von Bhopal, und George M. Anathil SVD, Bischof von Indore. Eines seiner wichtigsten Projekte als Bischof war die Gründung der Kripa Social Welfare society.
Am 4. April 1998 nahm Papst Johannes Paul II. seinen altersbedingten Rücktritt an.